# Златко Вујовић
Златко Вујовић (рођен 26. августа 1958. у Сарајеву) је бивши југословенски фудбалер и репрезентативац.

## Каријера
Пореклом са Цетиња, рођени Сарајлија, каријеру је започео у Хајдуку из Сплита где је и постигао своје највеће успехе. За Хајдук је играо пуних десет година (1976—1986) са којим је био првак Југославије (1979) и освајач Купа маршала Тита (1984.)
После Хајдука одлази у Француску где је играо у више француских клубова: Бордо (1986—1988), Кан (1988—1989), Пари Сен Жермен (1989—1991), Сошо (1991—1992) и Ница (1992—1993). Са Бордоом је освојио француско првенство и куп (1987). Дуго је је држао рекорд у броју досуђених једанаестераца над њим у француском првенству.
За репрезентацију Југославије одиграо је 70 утакмица и постигао 27 голова. На листи стрелаца свих времена у репрезентацији Вујовић се налази на 4. месту.
У репрезентацији Југославије је дебитовао на утакмици против репрезентације Кипра у квалификацијама за Европско првенство 1. априла 1979. у Никозији (3:0), а опроштајну утакмицу је одиграо је 14. новембра 1990. у Копенхагену у квалификацијама за Европско првенство 1992 против репрезентације Данске (2:0).
Учесник је Светског првенства 1982. и Светског првенства 1990. године, Олимпијских игра 1980. у Москви и Европског првенства 1984.

## Занимљивости
Важио за једног од најбржих фудбалера.
Био је познат по изнуђеним једанаестерцима.
Његов брат близанац Зоран Вујовић је такође био успешан фудбалер и репрезентативац.